# Přepadení 13. okrsku (film, 1976)
Přepadení 13. okrsku (jiným názvem též Útok na 13. okrsek, anglicky Assault on Precinct 13) je americký akční thriller z roku 1976, který natočil režisér John Carpenter (napsal i scénář a vytvořil hudbu k filmu). Austin Stoker se zde představí v roli policisty, který je nucen při bránění obléhané policejní stanice gangem kriminálníků spolupracovat s odsouzenými vězni.

## Herecké obsazení
| Austin Stoker          | poručík Ethan Bishop                                  |
| Darwin Joston          | vězeň Napoleon Wilson                                 |
| Laurie Zimmer          | Leigh, úřednice na policejním okrsku 13               |
| Martin West            | pan Lawson                                            |
| Tony Burton            | vězeň Wells                                           |
| Charles Cyphers        | detektiv Starker                                      |
| Nancy Kyes             | Julie, úřednice na policejním okrsku 13               |
| Henry Brandon          | kpt. Chaney (okrsek 13)                               |
| Kim Richards           | Kathy Lawson, zastřelená holčička, dcera pana Lawsona |
| Peter Bruni            | zmrzlinář                                             |
| Frank Nelson Doubleday | White Warlord, gangster                               |
| Marc Ross              | policista Tramer                                      |
| Alan Koss              | policista Baxter                                      |

## Děj
Příběh se odehrává sobotního dne a noci v Andersonu, zločinem prolezlé čtvrti kalifornského města Los Angeles. Členové gangu zvaného „Street Thunder“ nedávno ukradli množství zbraní. V pátek v noci silně ozbrojená jednotka LAPD přepadne a zastřelí šest členů gangu. V sobotu ráno se sejdou čtyři vůdcové místních gangů a krví stvrdí společnou pomstu policii i občanům města.
Během dne se ve čtvrti Anderson stanou tři události. První z nich je převelení policisty Ethana Bishopa na okrsek č. 13, který už je téměř vyklizený, brzy zde bude ukončena policejní služba. Na stanici jsou mimo kapitána Chaneyho jen dvě úřednice, Leigh a Julie.
Ulicemi čtvrti křižuje automobil se dvěma vůdci gangů a jejich poskoky. Kriminálníci hledají vhodnou oběť a vyhlédnou si zmrzlináře. Zabijí ho v momentě, kdy u jeho vozu stojí malá holčička. Tu zastřelí také. Její otec vezme revolver, který měl zmrzlinář na svou obranu a po krátké honičce zastřelí jednoho z vůdců gangu. Ostatní ho pronásledují na policejní okrsek č. 13, kde muž požádá o pomoc a vzápětí se z prožitého šoku zhroutí. Třetí situací, která se protne s ostatními je převoz vězňů pod dohledem detektiva Starkera. Autobus se třemi vězni (Wells, Napoleon Wilson a Caudell) je nucen zastavit na okrsku 13 a dočasně zde umístit vězně do cel, aby bylo možno zajistit lékařskou péči nemocnému Caudellovi.
Večer členové gangů odstřihnou telefonní linky do policejní stanice a zahájí palbu. Používají pistole a pušky s tlumiči, takže v okolí není nic slyšet. Během chvíle zastřelí řidiče autobusu, Starkera, Caudella a dva dozorce. Bishop přemístí přeživší vězně Wilsona a Wellse do cel na stanici. Když gangsteři odstřihnou i elektrické vedení a spustí novou salvu, policista Bishop vyšle Leigh, aby pustila vězně z cel. Leigh si zachovává chladnou hlavu a statečně se drží. Na rozdíl od Julie, která zbaběle navrhne, aby vydali otce zastřelené holčičky gangsterům (od té chvíle začalo obléhání). Bishop něco takového pochopitelně odmítne. Wilson a Wells se zapojí do obrany stanice. Poručík Bishop chvíli váhá, jestli jim má svěřit zbraně, ale nakonec tak učiní a oba mu výrazně pomohou při přestřelce. Julie je zastřelena, poté i Wells, který se proplížil kanálem do auta na parkovišti, aby odjel pro pomoc pro odříznutou stanici. Tento plán selhal a zbývající trojici Bishop+Wilson+Leigh (zhrouceného pana Lawsona nepočítaje) již dochází munice. Mezitím kriminálníci venku odtáhnou všechna mrtvá těla svých kompliců, aby se vyhnuli nežádoucí pozornosti.
Chystá se třetí vlna náporu, Wilson se s Bishopem a Leigh uchýlí do přízemí, Lawsona berou s sebou. Jakmile zločinci vtrhnou dovnitř, Bishop odstřelí nádrž s acetylenem, která exploduje a zabije přítomné útočníky. Venku si všimne projíždějící policejní hlídka těla mrtvého opraváře visícího ze sloupu nedaleko stanice a zavolá posily. Když je policejní okrsek 13 zajištěn, zbývající zločinci se stáhnou. Policisté najdou v přízemí spálená těla gangsterů a čtyři přeživší osoby. Poručík Bishop nedovolí, aby byl Napoleon Wilson odveden ven v poutech a doprovodí jej sám.

## Inspirace
Filmoví kritici často popisují Přepadení 13. okrsku jako spojení filmů Rio Bravo (1959) a Noc oživlých mrtvol (anglicky Night of the Living Dead, 1968). Režisér John Carpenter potvrzuje inspiraci oběma zmíněnými snímky.

## Související film
V roce 2005 vznikl remake USA/Francie se stejným názvem Přepadení 13. okrsku.